# Antimachos z Élidy
Antimachos (starořecky Ἀντίμαχος–Antimachos) byl v roce 772 př. n. l. vítěz olympijských her v běhu na jedno stadium .
Antický autor Eusebios z Kaisareie uvádí, že Antimachos z Élidy zvítězil na 2. olympijských hrách v běhu na jedno stadium. Eusebios k této informaci dodává, že v té době se narodili bratři Romulus a Remus.
Běh na jedno stadium byla jediná disciplína, v níž se na hrách soutěžilo. Zavedení další disciplíny - běhu na dvě stadia (diaulos) se uskutečnilo na 14. hrách v roce 724 př. n. l. Prvním vítězem běhu na dvě stadia se stal Hypénos z Pisy. Velikost stadia (600 stop) se pohybovala zhruba od 175 do 200 metrů (olympijské stadium mělo 192,27 metru).